# Jean-Xavier Lefèvre
Jean-Xavier Lefèvre (Losanna Cressis, 6 marzo 1763 – Neuilly-sur-Seine, 9 novembre 1829) è stato un clarinettista e compositore francese di origine svizzera.
Egli fu il primo professore di clarinetto presso il Conservatorio di Parigi e autore di un metodo per questo strumento.
Nel 1778, all'età di 15 anni, diventò un membro della banda delle Guardie Francesi. Suonò nella Guardia Nazionale quando questa fu costituita nell'anno della Rivoluzione francese, e ne divenne vice-direttore nel 1780. Ha studiato clarinetto a Parigi con Michel Yost, suonando spesso Concerti Spirituali tra il 1783 e il 1791. Ha poi aderito all'orchestra dell'Opera fino al 1817. Egli fu anche il primo clarinetto nella cappella imperiale (poi Reale) dal 1807 fino alla sua morte.
Dal 1795, data della sua fondazione, fino al 1824, Lefèvre insegna al Conservatorio di Parigi, dove ha istruito molti clarinettisti di alto livello, come Claude François Buteux e Bernhard Henrik Crusell. Il suo Metodo per Clarinetto, pubblicato nel 1802, ha avuto un grande successo ed è stato tradotto in tedesco e in italiano. Ancora oggi è tra i metodi più utilizzati nei conservatori europei.
Ha pubblicato numerosi lavori (duetti, trii e concerti). È stato il responsabile dell'aggiunta del 6° tasto del clarinetto.
Nel 1814 è stato nominato Cavaliere della Legion d'Onore francese.